# La Celle-Saint-Cyr
La Celle-Saint-Cyr är en kommun i departementet Yonne i regionen Bourgogne-Franche-Comté i norra Frankrike. Kommunen ligger i kantonen Saint-Julien-du-Sault som tillhör arrondissementet Sens. År 2022 hade La Celle-Saint-Cyr 842 invånare.

## Befolkningsutveckling
Antalet invånare i kommunen La Celle-Saint-Cyr
| Referens: INSEE |